# Outing
L'outing consisteix a revelar públicament que una persona famosa o amb una posició destacada és LGBT sense el seu consentiment. Abans del segle xx, l'outing s'havia emprat principalment per eliminar adversaris sota l'acusació d'homosexualitat. Tanmateix, el moviment per l'alliberament homosexual va començar a usar-lo com a estratègia per denunciar polítiques homòfobes. Ha rebut nombroses crítiques per considerar que suposa una ingerència a la vida privada.

## Etimologia
El concepte outing prové de l'anglès i es va originar a finals del segle XX als Estats Units d'Amèrica. El primer mitjà de comunicació que va utilitzar-lo va ser la revista Time Magazine al gener de 1990. El terme ha estat manllevat en diverses llengües i no s'ha traduït al català ni al castellà. En canvi, en francès conviu amb l'expressió divulgation forcée.
En anglès, el seu significat és més ampli. Inclou qualsevol situació en què una persona és treta de l'armari de manera forçosa, tant si es troba en una posició social destacada com si no. Per tant, en aquesta llengua l'outing es diferencia del coming out perquè el primer és una sortida de l'armari involuntària i el segon voluntària. Així mateix, existeix el concepte inning, usat especialment en referència als mitjans de comunicació, quan s'oculta l'homosexualitat o bisexualitat d'una persona que està fora de l'armari, encara que aquesta vulgui ser visible, en nom de la "discreció".

## Història

### Antecedents

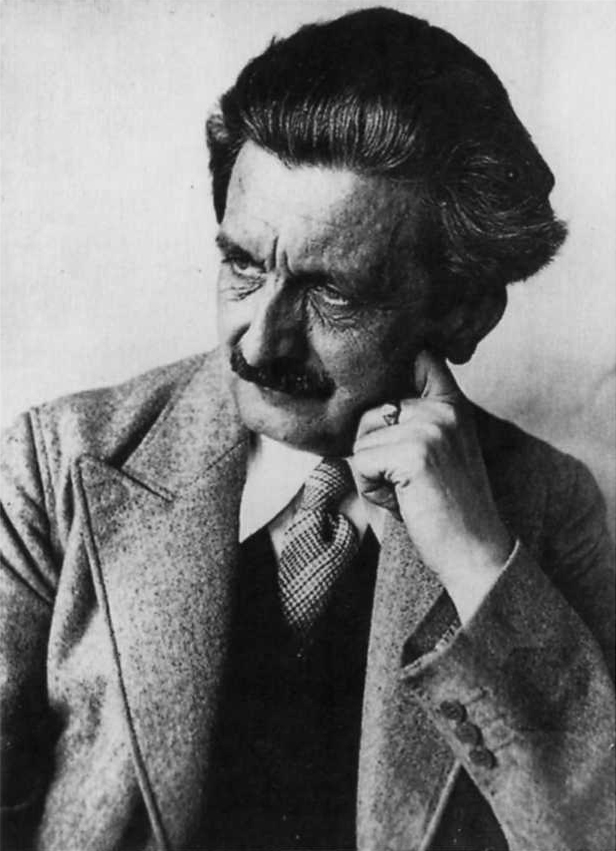
Adolf Brand va ser el primer activista homosexual en utilitzar louting com a estratègia anti-homòfoba.

El primer cas d'outing amb grans repercussions del segle xx, va ser el del príncep Philipp zu Eulenburg-Hertefeld i el General alemany Kuno Graf von Moltke. El periodista Maximilian Harden va treure'ls de l'armari durant el 1906-1907 amb la intenció de soscavar la considerable influència d'Eulenburg en la política imperial alemanya, la qual cosa va representar el major escàndol intern del Segon Imperi Alemany, amb consells de guerra i judicis, així com un dels primers debats públics sobre l'homosexualitat a Alemanya. El fundador de la primera organització pels drets d'homes homosexuals, el doctor Magnus Hirschfeld, va testificar en el judici que "l'orientació inconscient" de Moltke es podria anomenar "homosexual", fins i tot, encara que no hagués comès sodomia.
Amb relació amb aquest escàndol, el fundador de la primera revista homosexual, Adolf Brand, va escriure públicament que el príncep i canceller imperial, Bernhard von Bulow, havia rebut xantatges per la seva homosexualitat i que havia participat en trobades organitzades per Eulenburg on es van dur a terme activitats homosexuals. Així mateix, Brand va afirmar que von Bulow, com a homosexual que era, estava moralment obligat a utilitzar la seva influència per eliminar l'homosexualitat del codi penal. Per les seves acusacions, Brand va ser processat i condemnat per difamació amb 18 mesos de presó. Durant el judici, va declarar que no havia pretès insultar von Bulow dient-li homosexual, perquè tenia una visió positiva dels que compartien la seva orientació sexual.

### Auge de l'outing
A finals de la dècada de 1980 i durant la dècada de 1990, enmig de la pandèmia de la sida, activistes del moviment d'alliberament homosexual als EUA i Anglaterra van defensar i intensificar l'ús de l'outing com a estratègia política per denunciar la hipocresia de diversos personatges públics homosexuals i bisexuals que obstruïen l'avenç en drets d'aquest col·lectiu. Es van treure de l'armari multitud de legisladors, bisbes, celebritats i magnats dels mitjans de comunicació. La pràctica de l' outing activista va generar una gran controvèrsia als mitjans de comunicació, que fins aleshores havien protegit els armaris dels famosos. També dins el moviment LGBT, s'hi oposaven diversos sectors, especialment des del feminisme lèsbic.
La revista OutWeek de temàtica gai i lèsbica va liderar els outings als Estats Units. El seu primer outing va ser després de la mort del multimillionari i editor de la revista Forbes, Malclom Forbes, amb un article de portada sobre la seva vida secreta gai. A més d'articles complets on treien de l'armari persones conegudes, OutWeek publicava les caixes "Peek-A-Boo" on simplement hi escrivien noms i deixaven al lector interpretar-ho. L'exemplar de l'1 d'agost de 1989 incloïa seixanta-sis noms, entre els quals Michael Jackson, Robert Downey Jr., Olivia Newton John i John Travolta.
Al mateix temps, l'escriptor Armistead Maupin instava la premsa homosexual a publicar els noms que donava a les entrevistes de les gires dels seus llibres. Maupin explicava que mantenir-se a l'armari «es redueix al missatge que hi ha alguna cosa dolenta en nosaltres. Si ets reservat amb la gent que vols, estàs transmetent la impressió que t'avergonyeixes de qui i què ets». Així mateix, no temia ser denunciat per difamació amb l'argument que «normalment cal malícia per provar la difamació. Desafiaria qualsevol a trobar malícia en les meves accions, perquè estic content de ser gai i celebro les altres persones que ho són.»
Un dels col·lectius LGBT que destaca per haver dut a terme l'outing és Queer Nation, format a Nova York el 1989 per activistes d'ACT UP. Aquest grup enviava llistes a través de fax a mitjans de comunicació, feia pintades sobre l'homosexualitat d'algun famós o perseguia celebritats amb pancartes recomanant-les que sortissin de l'armari. Fins i tot, van treure de l'armari persones que consideraven rellevants, encara que no haguessin exercit conductes homòfobes, justificant-se amb el dret a la informació, la llibertat d'expressió i que no s'ha d'amagar quelcom que no és dolent.
A Anglaterra, el col·lectiu britànic creat el 1990 OutRage! ha sigut l'únic en aquest país que ha tret de l'armari persones homosexuals amb regularitat. A diferència d'altres col·lectius dels EUA, OutRage! només feia outing a qui exercia actituds clarament homòfobes. Per exemple, va ser notable l'outing practicat als alts càrrecs de la jerarquia eclesiàstica, que condemnaven l'homosexualitat en els seus sermons i pastorals, donaven suport a la discriminació de gais i lesbianes, incitaven al seu penediment i "curació", i els negaven accés a l'església. Com a conseqüència de louting, alguns eclesiàstics van sortir de l'armari, per exemple, el sacerdot David Hope, que davant la certesa que en rebria un', va preferir avançar-se i explicar que era homosexual en una roda de premsa de 1995.
Altres grups europeus coetanis no van ser tant partidaris de practicar l'outing. Tot i que alguns van mostrar-se favorables a utilitzar-lo com a part de la seva lluita política, la seva pràctica va ser molt menor que als EUA i el Regne Unit. Destaca l'outing italià de 2011 posterior al fracàs d'una llei que castigaria els actes de discriminació homòfoba. L'associació Equality Italia va difondre una llista d'autoria desconeguda amb deu noms de parlamentaris dins l'armari que havien votat en contra de la llei.

## Controvèrsia
Tant defensors com detractors de l'outing comparteixen que la presència de persones famoses obertament LGBT incrementa l'acceptació d'aquest col·lectiu entre la població i proveeix models de conducta, especialment per als més joves. Per una part del col·lectiu, l'outing es justifica amb l'argument que mantenint-se dins l'armari, les persones LGBT destacades contribueixen a perpetuar els estereotips LGBT i el tabú. Així, l'outing —i la possibilitat de rebre'n un, que empeny a sortir de l'armari— repercuteix amb una major presència de referents LGBT. Per contra, una altra part del col·lectiu rebutja aquesta pràctica perquè considera que és contradictoria amb la defensa dels drets individuals fonamentals ja que sortir de l'armari ha de ser sempre una elecció personal.
En general, treure de l'armari com a resposta a una conducta homòfoba, és el tipus d'outing que ha rebut major acceptació. Els defensors de l'outing exercit per denunciar actituds homòfobes l'han justificat com a mètode de defensa pròpia. També han assenyalat que desincentiva a les persones LGBT mantenir postures LGBT-fòbiques en posicions de poder, ja que s'arrisquen a ser tretes de l'armari, i han indicat que pot ajudar a fer un gir polític, per exemple, com va succeir amb la jerarquia eclesiàstica britànica, que va passar de condemnar l'homosexualitat a desaprovar l'homofòbia.
D'altra banda, els detractors consideren que l'outing és una vulneració del dret a la vida personal, la intimitat i la pròpia imatge. Que trenca també amb el principi d'igualtat, perquè no respecta el consentiment de la persona i perquè l'exposa a rebre discriminació. Assenyalen també que transgredeix la norma no escrita entre homosexuals de guardar el secret dels altres i que es tracta de l'arma que han utilitzat històricament els homòfobs. Finalment, indiquen que pot comportar una pèrdua de suport cap als col·lectius que el practiquen, per exemple, l'outing exercit per Adolf Brand a principis del segle xx va suposar que molts homosexuals de classe alta i de dretes, que eren els majors donants de fons al Comitè Científic Humanitari, retiressin el suport a l'organització.

## Outinga Catalunya
A Catalunya, el Front d'Alliberament Gai va amenaçar de difondre una llista de polítics homosexuals el 1997, en cas que la regulació de les parelles de fet no prosperés. El Col·lectiu Gai de Barcelona va treure de l'armari un polític regidor de l'Ajuntament de Barcelona i candidat a l'alcaldia que no va actuar davant la negativa del Patronat Municipal de Guarderies a pagar una indemnització al company d'un treballador mort per la sida. Per la seva banda, la Coordinadora Gai-Lesbiana va oposar-se a utilitzar l'outing com a estratègia política.

## Exemples d'Outings

### Outingper incrementar referents
La presentadora i escriptora Sandra Barneda va ser treta de l'armari el 2013 pel diari El Mundo, quan la va incloure a la seva llista anual de 50 homosexuals més influents d'Espanya. Ella va declarar posteriorment en una entrevista «me sacaron en primera página de su suplemento sobre el Orgullo Gay con una fotografía de mi pareja. Pusieron que estaba casada, cuando no lo estaba, y hablaron abiertamente de mi sexualidad.» El 2014, en el programa Hable con ellas va sortir de l'armari en resposta a una pregunta de José Corbacho sobre quina persona escolliria per preservar i multiplicar l'espècie humana si hi hagués un holocaust nuclear: «A mi pareja, que es una mujer y no te voy a decir su nombre, y al tío más guapo y fértil que haya en la Tierra.»

### Outingcom a resposta a l'homofòbia
El Sotssecretari de Defensa dels EUA, Pete Williams, va ser tret de l'armari el 1991 pel periodista i activista Michelangelo Signorile. Williams va defensar la prohibició de gais i lesbianes a l'exèrcit mentre era portaveu de l'Operació Tempesta del Desert, en la primera guerra del Golf. Els defensors del seu outing van justificar que Williams tenia accés a informació que podia haver desmentit que les persones homosexuals eren una amenaça per la seguretat, un argument molt emprat pels que defensaven la prohibició.

### Altres
El cap de la Sturmabteilung durant el règim nazi, Ernst Röhm, va ser titllat d'homosexual a la revista socialdemòcrata Münchener Post el 1931 i gairebé un any després el periodista Helmuth Klotz va difondre algunes cartes privades en les quals Röhm es descrivia a si mateix com a "orientat cap al mateix sexe" (en alemany, gleichgeschlechtlich).

## Outinga les arts
- In & Out, pel·lícula de 1997 dirigida per Frank Oz i interpretada per Kevin Kline
- Sortir de l'armari (Le Placard), pel·lícula de 2001 dirigida per Francis Veber i interpretada per Daniel Auteuil i Gérard Depardieu
- The L Word, sèrie de televisió de 2004
- El documental Outrage de 2009 dirigit per Kirby Dick explica la doble moral de polítics gais dintre de l'armari, en especial, de conservadors republicans estatunidencs que van promoure polítiques homòfobes.[24]